# Om friheten
Om friheten är en bok av skriven av John Stuart Mill som publicerade 1859. När den kom ut sågs den som en radikal bok, då den förespråkade individuell frihet. Bokens anses vara ett av liberalismens mest centrala verk.

## Innehåll
Mill beskriver kampen för frihet som något iögonfallande i historien, särskilt i Grekland, Rom och England. Den antika kampen handlade om att försäkra sig mot härskarnas godtycke.
Mill tar även ställning mot godtycklig moralism. Enligt honom så har man bara rätt att utöva tvång mot en annan människas vilja för att förhindra att denne skadar andra, och aldrig i individens egenintresse (se skadeprincipen). Han uttalar sig för (närmast) obegränsad yttrandefrihet, inte minst för att tillförsäkra individer rätten att uppfatta andras åsikter, oavsett hur mycket ens egen uppfattning skiljer sig från den uttalades. Han stödde emellertid straffskatter på exempelvis alkohol och andra droger om det kan rättfärdigas på utilitaristisk grund.

## Koppling till utilitarismen
Det framgår tydligt att Mill avvisar all slags naturrätt och utgår från utilitarismen. Detta fick han från sin far James Mill som var anhängare av Jeremy Bentham och hans idéer.

## Läsa boken på internet
- https://web.archive.org/web/20090212163128/http://etext.library.adelaide.edu.au/m/mill/john_stuart/m645o/ (på engelska)
- https://runeberg.org/omfrihet/ (på svenska, upplaga från 1917)